# رابرت کلیفت
رابرت کلیفت (انگلیسی: Robert Clift؛ زادهٔ ۱ اوت ۱۹۶۲) بازیکن سابق هاکی روی چمن اهل انگلستان است.
وی در مسابقات کشوری و بین‌المللی در مجموع برندهٔ ۱ مدال طلا، ۱ مدال نقره شده‌است.